# معامل الطلب
معامل الطلب في أنظمة الإتصال عن بعد، الإلكترونيات وصناعة الطاقة الكهربية، معامل الطلب يستخدم للإشارة إلى مقدار جزئى من كمية مستخدمة بالنسبة إلى اقصى مقدار يمكن استخدامه في نفس النظام. 
- معامل الطلب دائما أقل من أو يساوى واحد. يعتبر معامل الطلب كمية معتمدة على الزمن لأن مقدار الطلب يعتمد أيضا على الزمن.

{\displaystyle f_{Demand}({\it {{t})={\frac {\text{Demand}}{\text{Maximum possible demand}}}}}}
- معامل الطلب غالبا وبشكل ضمنى متوسط مع الزمن عندما تكون الفترة الزمنية للطلب مفهومة من السياق.

## الهندسة الكهربية
- في الهندسة الكهربية، معامل الطلب يعامل ككمية غير معتمدة على الزمن حيث أن العداد يعامل كأقصى طلب في الفترة الزمنية المخصصة بدلا من الطلب المتوسط أو اللحظى.

{\displaystyle f_{Demand}={\frac {\text{Maximum load in given time period}}{\text{Maximum possible load}}}}
المعادلة تعبر عن القيمة العظمى لتوزيع الحمل الكهربى مقسوما على الحمل الكامل للجهاز. 
- مثال: إذا كان هناك آلة تسحب 6 كيلو وات بينما جميع الألات كانت تسحب الحمل الكامل 3 كيلو وات خلال زمن معين، فإن معامل الطلب = 3/6 =0.5 .

الكمية تكون متقاربة عند محاولة إنشاء مقدار حمل يتحمله النظام.
- في المثال السابق، انه يبدو غير محتمل ان يكون النظام قادر على أن يسحب 6 كيلو وات بالرغم من وجود احتمالية بسيطة بأن كمية الطاقة تلك يمكن أن تسحب.
- هذا يتعلق بمعامل الحمل وهو متوسط الحمل مقسوما على أقصى حمل خلال فترة زمنية معينة.

{\displaystyle f_{Load}={\frac {\text{Average load}}{\text{Maximum load in given time period}}}}